# Isola della Gioventù
L'isola della Gioventù (in spagnolo Isla de la Juventud) è un'isola facente parte dell'arcipelago di Cuba con un'estensione di circa 2 419 km², localizzata nel mar dei Caraibi. Dal punto di vista giuridico-amministrativo costituisce l'unica municipalità speciale della Repubblica, ed è dunque distinta da tutte le altre quindici province.
Questa isola è stata scoperta e battezzata da Cristoforo Colombo il 13 giugno del 1494 durante il secondo viaggio nel nuovo mondo, e lui nominò l'isola dedicandola a san Giovanni evangelista. È stata conosciuta con differenti nomi come l'isola dei pappagalli, l'isola dei pirati e perfino come l'isola del tesoro; in seguito divenne l'isola dei prigionieri e presto l'isola dei pini (ha avuto questo nome fino al 1978 quando l'isola fu ribattezzata con la denominazione attuale).
Fu l'isola dove Fidel Castro rimase prigioniero dopo l'assalto alla caserma Moncada, ma fu in seguito liberato per un'amnistia.
Attualmente l'Isola della Gioventù è un comune speciale, con una popolazione di circa 85 000 abitanti. L'attività economica è basata fondamentalmente sull'agricoltura, sull'estrazione del marmo, sulla pesca, e sulla produzione di ceramica.

## Principali luoghi d'interesse
- Playa Bibijagua, famosa per le sue arenas negras.
- Il Centro Internacional de Buceo e l'Hotel El Colony.
- Il complesso turistico Cayo Largo del Sur.
- Presidio Modelo, dove furono imprigionati i superstiti dell'assalto alla caserma Moncada.
- Finca El Abra, dove fu mandato al confino il giovane José Martí, dichiarato monumento nazionale.
- Le grotte di Punta del Este, considerate come la Cappella Sistina dell'arte rupestre caraibica, contengono una grande quantità di pittogrammi aborigeni.
- Ciénaga de Lanier, grande riserva naturale nel sud dell'isola.
[3]